# 686 г. пр.н.е.

## Събития

### В Азия

#### В Асирия
- Цар на Асирия е Сенахериб (705 – 681 пр.н.е.).[1]

##### В Юдея
- Манасия (687 (или 697)-642 пр.н.е.) е цар на Юдея. Той управлява като васал на Асирия.[2]

#### В Елам
- Цар на Елам e Хума-Халдаш I (689/8 – 681 г. пр.н.е.).[3]

### В Африка

#### В Египет
- Фараон на Египет е Тахарка (690 – 664 г. пр.н.е.).[4]